# Tōmi

Tōmi (東御市 Tōmi-shi?) este un municipiu din Japonia, prefectura Nagano.